# Inermocoelotes paramicrolepidus
Inermocoelotes paramicrolepidus es una especie de araña araneomorfa del género Inermocoelotes, familia Agelenidae. Fue descrita científicamente por Wang, Zhu & Li en 2010.
Se distribuye por Grecia. El cuerpo del macho mide aproximadamente 8,5 milímetros de longitud.